# Евстратов, Николай Александрович
Никола́й Алекса́ндрович Евстра́тов (1912—1991) — подполковник Советской Армии, участник советско-финской и Великой Отечественной войн, Герой Советского Союза (1940).

## Биография
Николай Евстратов родился 16 декабря 1912 года в посёлке Дмитриевский (ныне — город Макеевка Донецкой области Украины). Получил неполное среднее образование. В 1932 году Евстратов был призван на службу в Рабоче-крестьянскую Красную Армию. В 1936 году он окончил ускоренный курс танково-технического училища. Участвовал в советско-финской войне, будучи танковым техником 90-го отдельного танкового батальона 20-й тяжёлой танковой бригады 7-й армии Северо-Западного фронта.
9 февраля 1940 года под вражеским огнём Евстратов на буксире вывел с поля боя два подбитых советских танка. 11 февраля во время прорыва главной полосы вражеской обороны в 25 километрах к юго-востоку от Выборга (ныне — в Ленинградской области), когда танк Евстратова был подбит, воентехник сумел вывести его из-под огня и спасти одного члена экипажа. Сам Евстратов был ранен, тем не менее, вернулся в горящий танк и отогнал его подальше от командного пункта.
Указом Президиума Верховного Совета СССР от 21 марта 1940 года за «образцовое выполнение боевых заданий командования на фронте борьбы с финской белогвардейщиной и проявленные при этом отвагу и геройство» младший воентехник Николай Евстратов был удостоен высокого звания Героя Советского Союза с вручением ордена Ленина и медали «Золотая Звезда» за номером 352.
Участвовал в боях Великой Отечественной войны. В 1946 году Евстратов окончил Военную академию бронетанковых и механизированных войск, после чего находился на преподавательской работе в танковом училище, затем на курсах усовершенствования офицерского состава. 6 марта 1958 года в звании подполковника он был уволен в запас. Проживал в городе Туапсе Краснодарского края, позднее переехал в Черкассы. Скончался 15 сентября 1991 года.
Был также награждён орденом Красного Знамени, двумя орденами Отечественной войны 1-й степени, орденом Красной Звезды, рядом медалей.

## Награды
- Герой Советского Союза (21.03.1940, медаль «Золотая Звезда» № 352)[2];
- орден Ленина (21.03.1940)[2];
- орден Красного Знамени (30.04.1954)[3];
- два ордена Отечественной войны I степени (29.05.1946[4], 06.04.1985[5]);
- орден Красной Звезды (06.11.1947)[3];
- медаль «За боевые заслуги» (03.11.1944)[6];
- медаль «За победу над Германией в Великой Отечественной войне 1941—1945 гг.» (10.1945)[7]